# Ediger
Ediger (moselfränkisch Edscha) ist eine frühere Stadt in Rheinland-Pfalz und heute ein Ortsteil der Ortsgemeinde Ediger-Eller im Landkreis Cochem-Zell. Der Weinbauort gehört der Verbandsgemeinde Cochem an.

## Lage
Ediger liegt an der Untermosel, etwa sechs Kilometer Luftlinie südlich der Kreisstadt Cochem. Nachbarorte sind Senhals und Nehren im Osten, Neef am anderen Moselufer im Süden und Eller (Mosel) im Westen. Ediger liegt an der Bundesstraße 49 zwischen Cochem und Wittlich und somit an der Moselweinstraße. Südöstlich von Ediger liegen das Ediger Laach und die Insel Taubengrün.

## Geschichte
Die Geschichte Edigers geht nach der urkundlichen Ersterwähnung im Zusammenhang einer Schenkungsurkunde des fränkischen Königs Dagobert I. bis in das Jahr 636 zurück, Tonscherbenfunde in der Nähe des Dorfes lassen auf eine Besiedlung seit dem zweiten oder dritten Jahrhundert nach Christus schließen. 765 wurde der Ort im Zusammenhang der Schenkung eines Wingerts an das Kloster Lorsch mit dem Namen Ederiga genannt. Im Jahr 895 kamen mehrere Güter im Dorf an die Abtei Echternach. Um 1097 gehörte ein Teil der Kirche des Dorfes Edegrei im Simeonstift in Trier, die dies bezeugende Urkunde stellt die erste Erwähnung des Gotteshauses in Ediger dar.
1142 wurde Ediger Pfarrsitz. Im Jahr 1363 wurden dem Ort durch Kaiser Karl IV. auf Bitten des Trierer Erzbischofs Cuno von Falkenstein die Stadtrechte verliehen. Im Zuge dessen wurde Ediger mit einer Stadtmauer und Gräben umgeben, erhielt ein Blutgericht sowie das Marktrecht. Ab 1436 gab es in der Stadt Ediger ein Schöffengericht. Für das Jahr 1540 ist erstmals die Existenz einer Schule erwähnt. Im 17. Jahrhundert wurden die meisten noch heute das Ortsbild der Stadt prägenden Fachwerkbauten errichtet.
Im Jahr 1794 wurde Ediger von französischen Revolutionstruppen besetzt und mit dem Nachbarort Eller zu einer Gemeinde zusammengeschlossen. Der Kurstaat Trier, zu dem die Stadt damals gehörte, wurde aufgelöst. 1815 wurden Ediger und Eller auf dem Wiener Kongress dem Königreich Preußen zugeordnet, die beiden Orte wurden danach wieder eigenständig. Seit 1946 gehört Ediger zu Rheinland-Pfalz, die Stadt schloss sich am 7. Juni 1969 im Rahmen der rheinland-pfälzischen Gebietsreform mit der Gemeinde Eller (Mosel) zu der Ortsgemeinde Ediger-Eller zusammen.
Am 10. September 2010 wurde der Doppelort Ediger-Eller im Wettbewerb Unser Dorf hat Zukunft als schönstes Dorf in Rheinland-Pfalz gekürt und erhielt im Bundesentscheid eine von acht Goldmedaillen. 2014 belegte Ediger im Europäischen Dorferneuerungspreis den zweiten Platz.

## Sehenswürdigkeiten

### Denkmäler

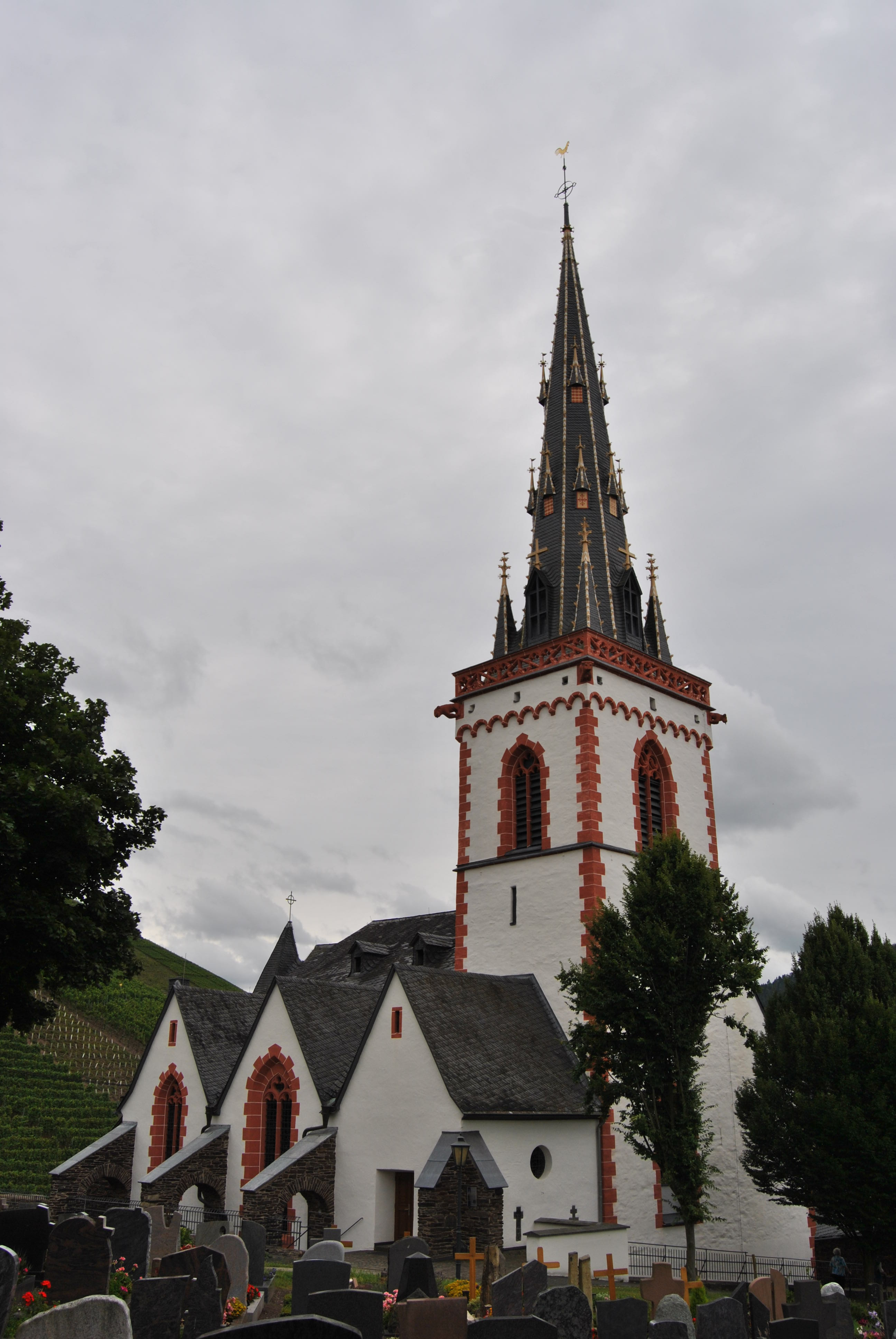
Kirche St. Martin in Ediger

Der gesamte Ortskern von Ediger mit vielen Fachwerkbauten aus dem 16., 17. und 18. Jahrhundert steht mit Ausnahme von zwei Gebäuden unter Denkmalschutz. Weitere Kulturdenkmäler sind:
- Katholische Pfarrkirche St. Martin, eine zweischiffige, spätgotische Pfarrkirche, vermutlich aus dem 14. Jahrhundert. Bereits im Jahr 1097 wurde ein romanischer Vorgängerbau erwähnt, der zunächst eine Filialkirche war und im Jahr 1142 zur Pfarrkirche erhoben wurde. Die Umgestaltung zu der heutigen Kirche erfolgte vermutlich im 14. oder 15. Jahrhundert, der Turm stammt aus dem Jahr 1506.
- Stadtmauer
- Kreuzkapelle oberhalb der Weinberge nördlich von Ediger
- ehemalige Synagoge (Ediger)
- Wohnturm Hofgut Lehmen, romanischer Wohnturm zwischen Ediger und Nehren an der Mosel. Der Turm wurde im Jahr 1245 erstmals erwähnt und ist das letzte erhaltene Gebäude des Hofgutes des Rittergeschlechts von Lehmen. Der Turm ist aus Schieferbruchsteinen errichtet und hat eine Höhe von 16 Metern.[4]
- Das Anwesen des Springiersbacher Hofes, eines im Jahr 1299 gegründeten Weingutes, befindet sich unmittelbar unterhalb der Pfarrkirche St. Martin. Das heutige Gebäude im Barockstil wurde in den Jahren 1752 und 1753 unter Abt Johann Heinrich von Wassenberg neu errichtet.

### Fachwerkhäuser in Ediger

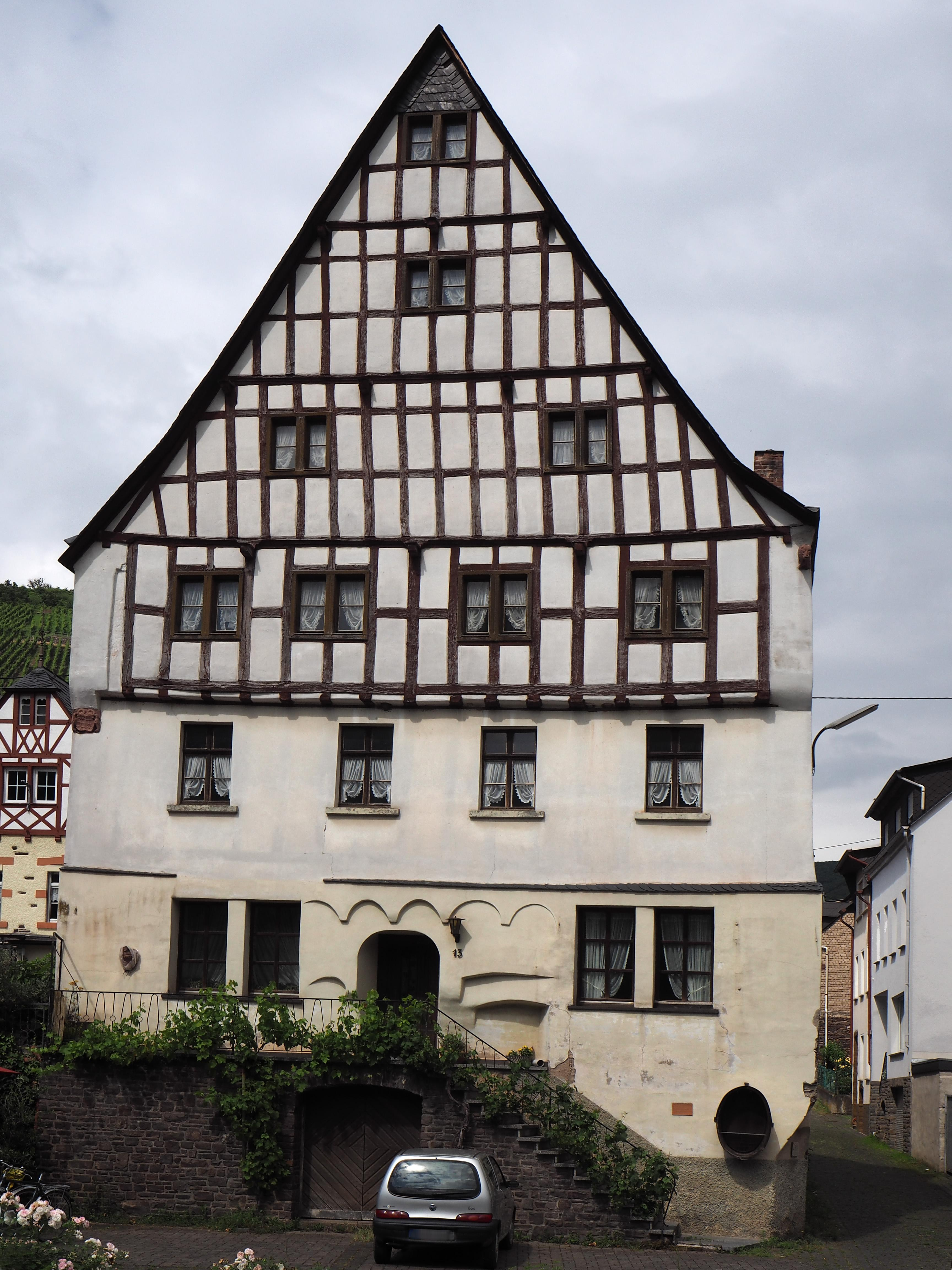
Ehem. kurfürstliches Amtshaus
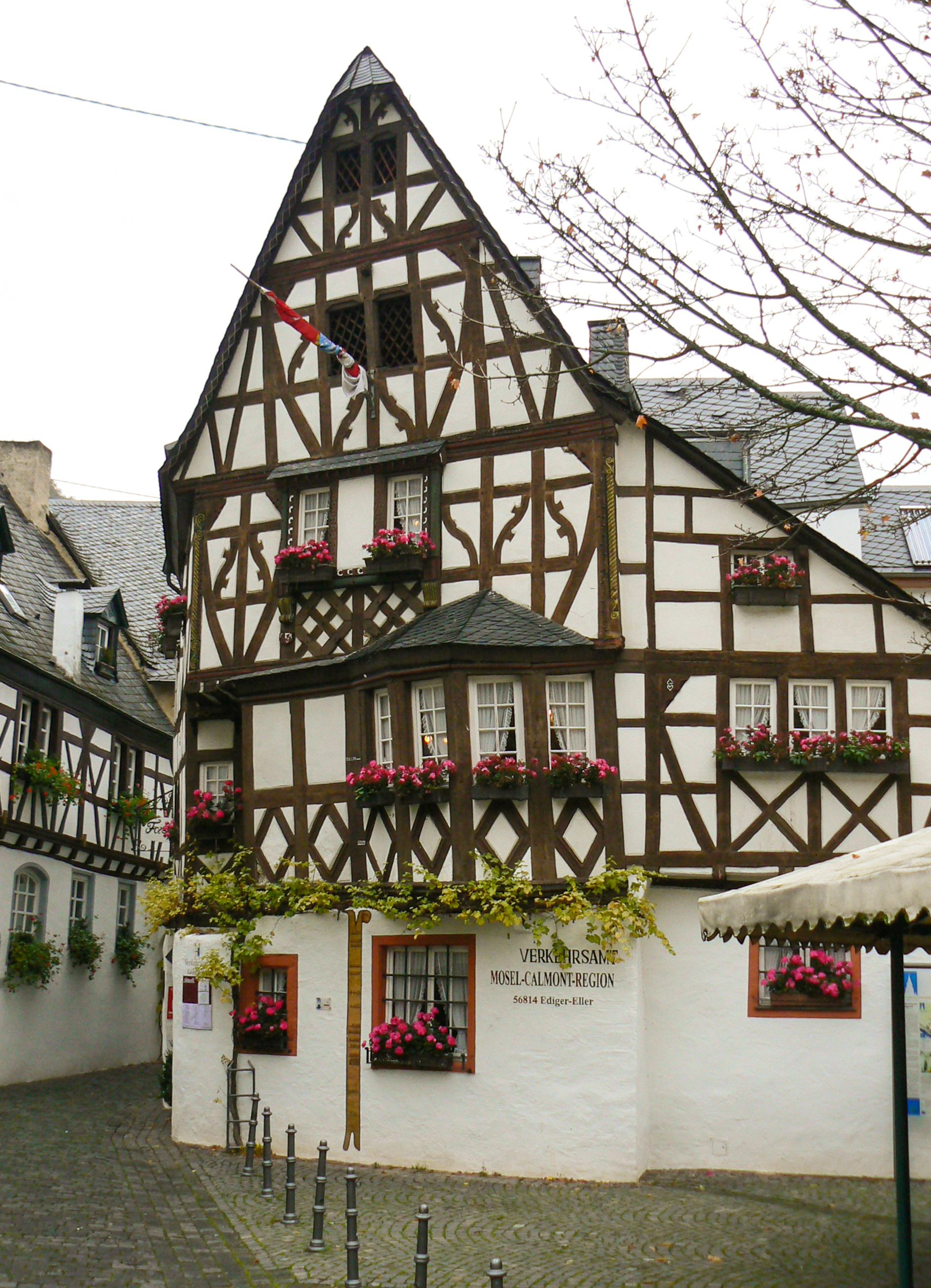
Verkehrsamt
Fachwerkhäuser in Ediger
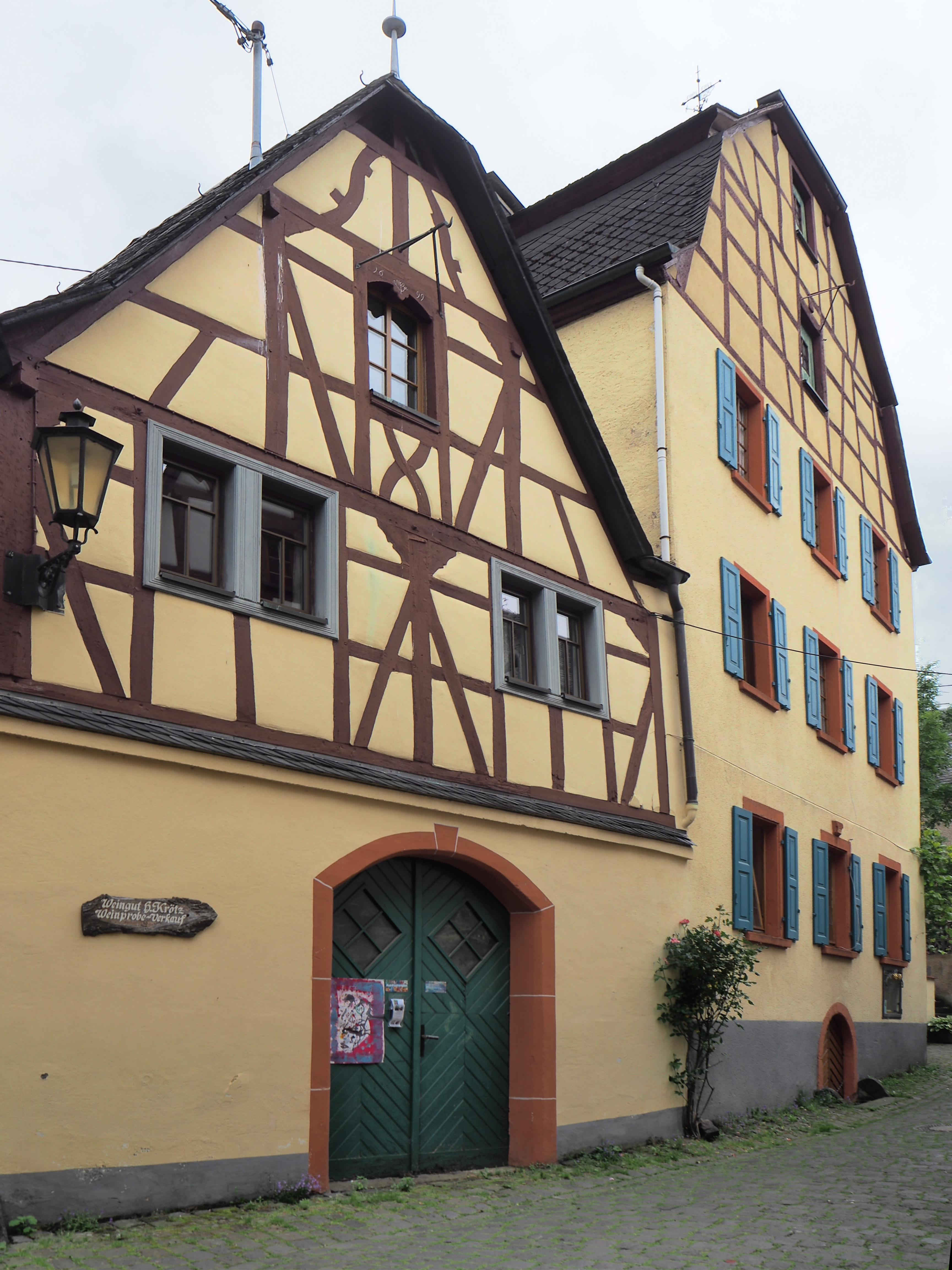
Ehemaliges Kelterhaus
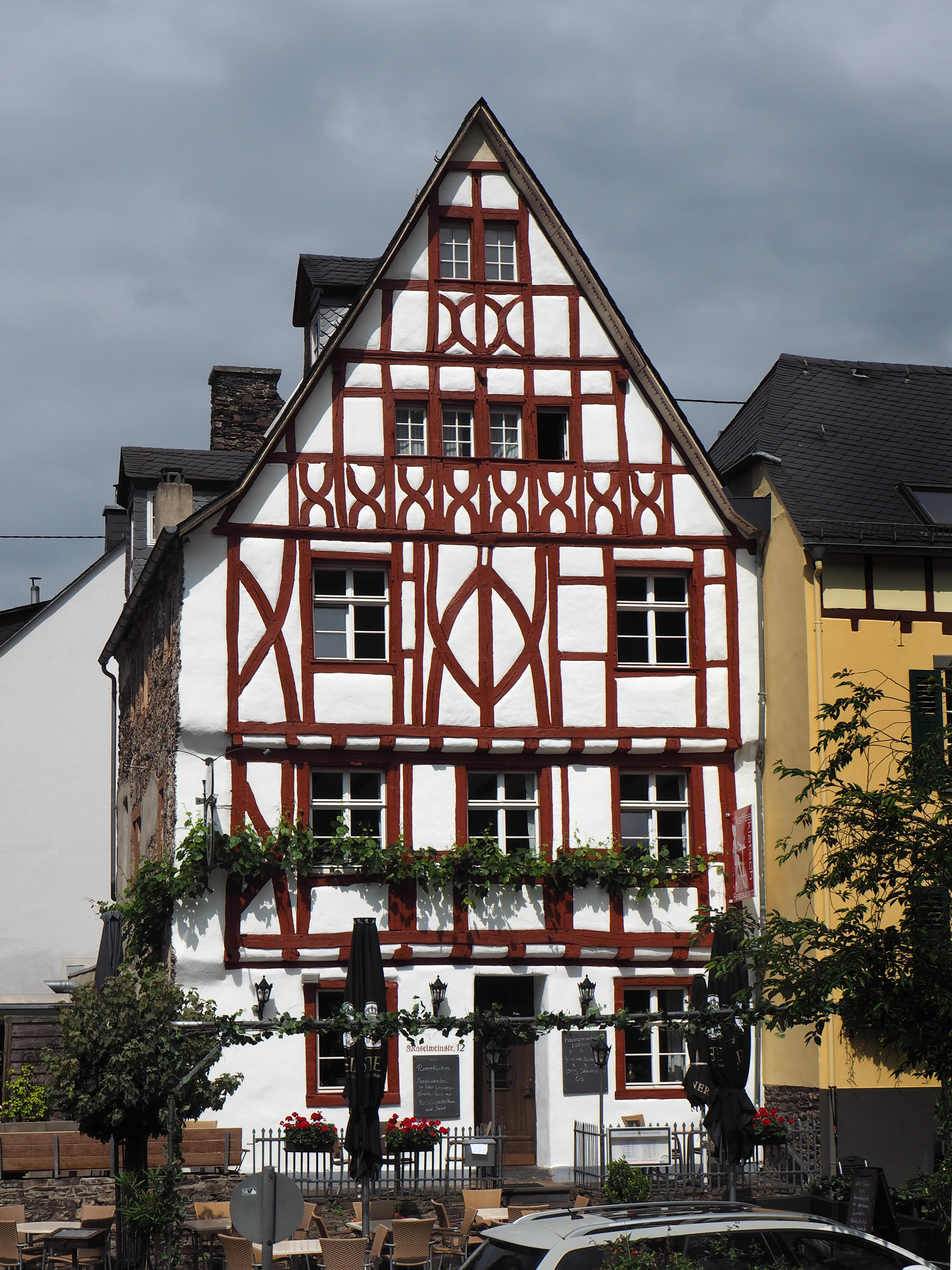
Moselweinstraße 12
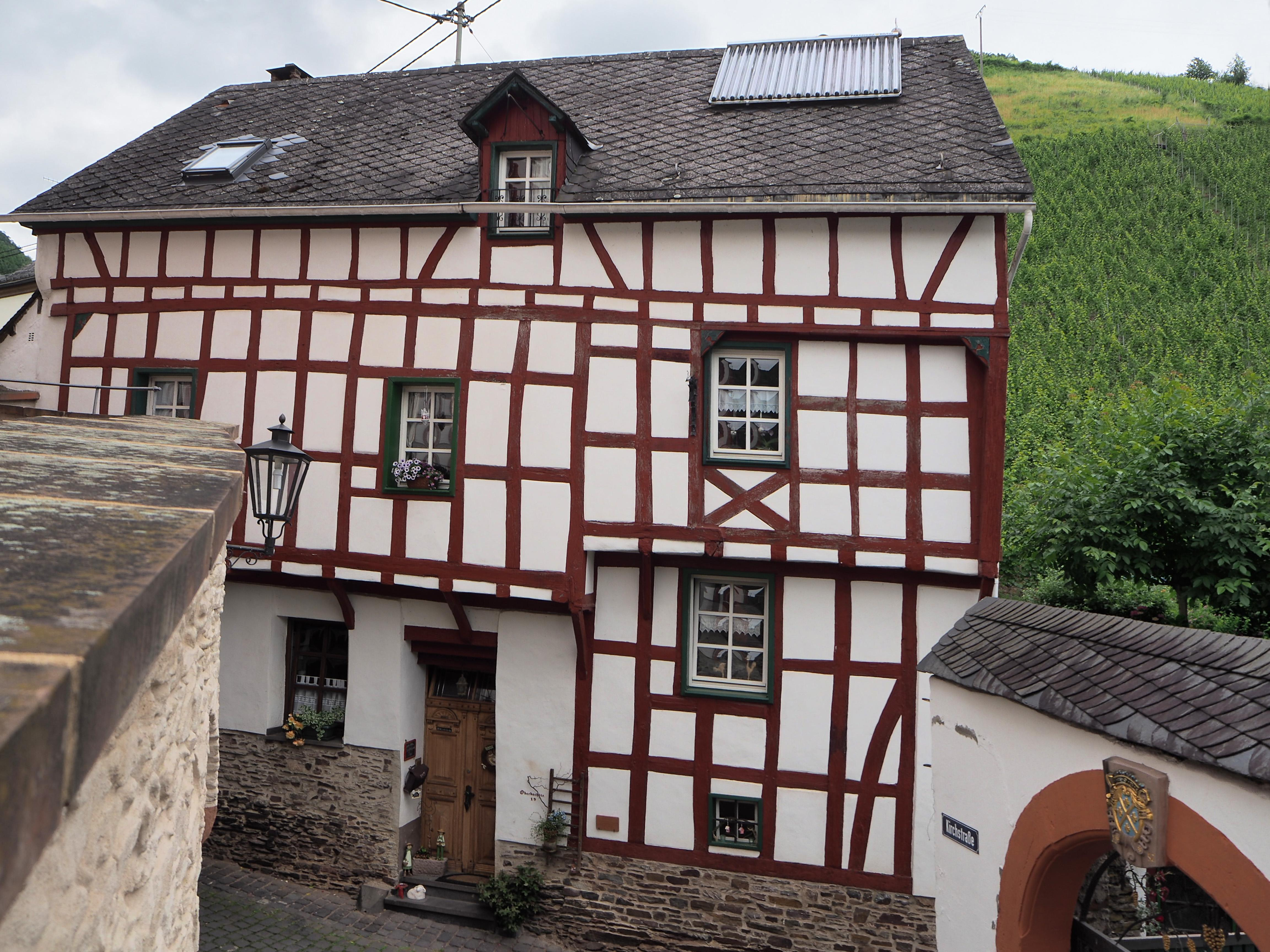
Frühere Schule
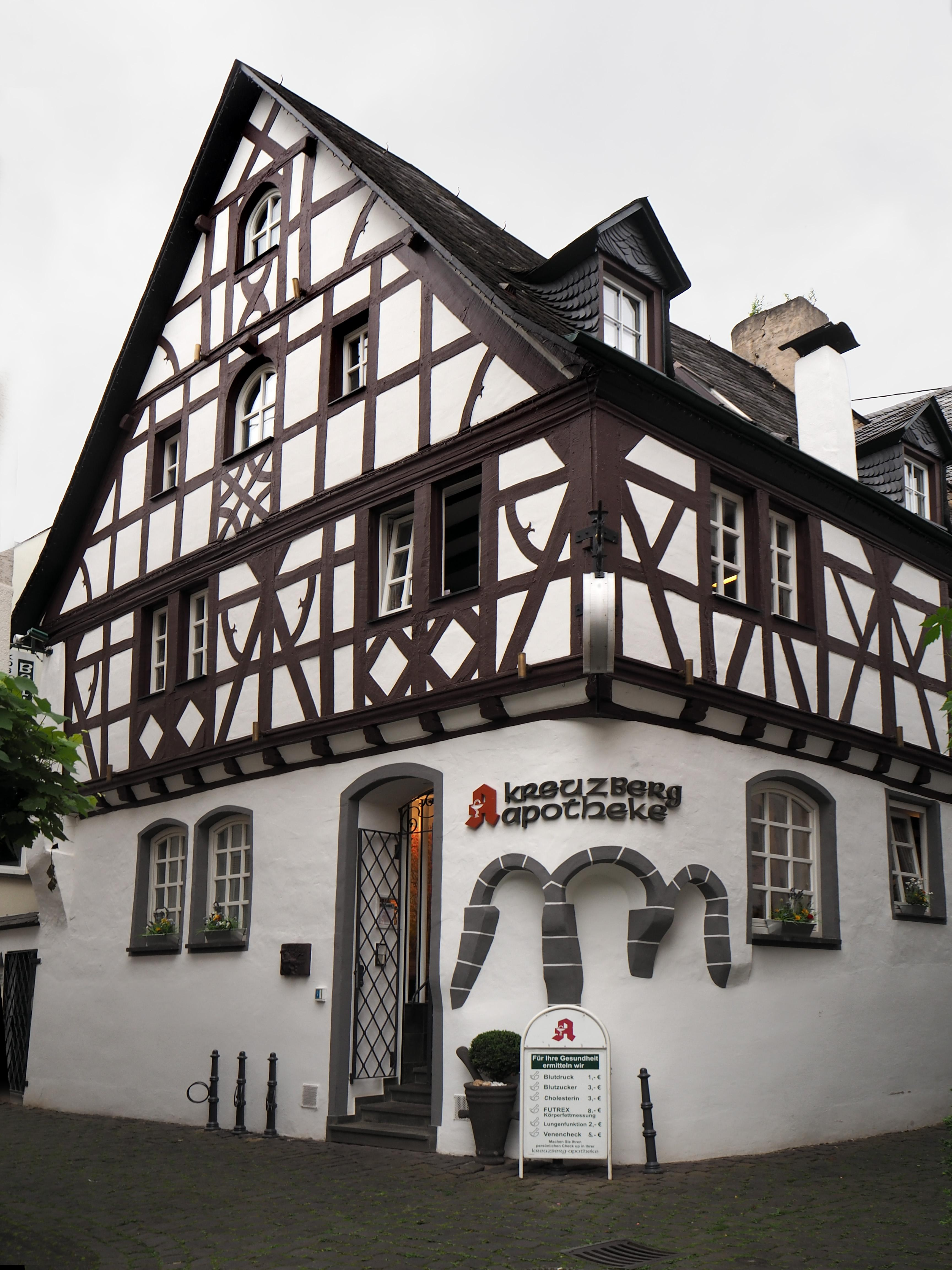
Pelzerstraße 4

## Wirtschaft und Infrastruktur
Die Bewohner von Ediger leben überwiegend vom Weinbau und vom Tourismus. Zu den Weinbergen in der Umgebung zählen unter anderem der Ediger Elzhofberg und das Ediger Osterlämmchen, dort wird überwiegend Riesling angebaut. Der Fernwanderweg „Moselsteig“ führt durch Ediger.
In Ediger gibt es eine Grundschule.

## Persönlichkeiten
- Eduard David (1863–1930), Politiker (SPD), MdR, MdL (Hessen)
- Heinz Balthes (* 1937), Bühnenbildner
- Manfred Probst (* 1939), katholischer Theologe
- Detlef Becker (1963–1982), Bankkaufmann, Opfer einer Geiselnahme